# Петров, Гавриил Герасимович
Гавриил Герасимович Петров (13 июля 1895, Нарва — январь 1984, Москва) — генерал-майор интендантской службы СССР. Кавалер ряда государственных наград, в том числе Ордена Красного Знамени РСФСР (1922).

## Биография[2]
Родился 13 июля 1895 года в Нарве в семье крестьянина.
1908—1915 — обучался в Нарвском городском училище. С июля 1912 года по июль 1913 года работал управляющим магазина, с июля 1913 год по май 1915 год работал на мясной бирже Доронина.
1915 — был призван в РИА. По окончании службы был направлен на обучение в Петроградскую офицерскую школу наездников. Далее был назначен на должность старшего унтер-офицера 17-го Черниговского гусарского полка.
Участник Гражданской войны, во время Октябрьской революции добровольно перешёл в Красную Гвардию с группой офицеров и солдат, принимал участие в формировании Нарвского Красно-Гусарского партизанского отряда, принимал участия в боях с германскими войсками и белогвардейцами под Туапсе, Нарвой, Ямбургом. Впоследствии отряд был переведён на Урал для борьбы с Дутовым.
В 1922 году был награждён высшей военной наградой того времени — орденом Красного знамени.
1918—1929 — занимал командные и административные должности в РККА. В период службы был неоднократно ранен. В октябре 1929 года переведен в резерв командного состава РККА.
9.1929 — 8.1930 — назначен управляющим Бакунинским рудником, Бакунинск, Забайкалье.
8.1930 — 5.1931 — прошёл обучение в Свердловской промышленной академии.
6.1931 — 4.1933 — начальник хозяйственного управления Центсоюза, Москва
3.1933 — 2.1939 — начальник полярного управления Главсевморпути при СНК СССР, председатель чрезвычайной правительственной тройки по спасению челюскинцев и начальник острова Врангеля.
4.1939 — 2.1940 — заместитель начальника хозяйственного управления НКПП СССР, Москва
2.1940 — 6.1941 — интендант 74 дивизии ОДВО
6.1941 — 10.1941 — начальник снабжения 235 дивизии МВО.
10.1941 — 1942 — заместитель командующего по тылу НОГ Ленинградского фронта.
3.1942 — 4.1942 г. заместитель командующего по тылу 4 Гвардейского корпуса 54 армии.
4.1942 — 26.12.1942 — заместитель командующего 54 армии по тылу Ленинградского фронта.
30.12.1942 — 1943 — заместитель командующего по тылу 65 армии Сталинградского фронта.
1.4.1943 — 4.12.1945 — заместитель командующего, начальник Юго-Западного фронта ПВО.
1.1945 — заместитель командующего войсками по тылу Юго-Западного фронта ПВО.
11.1945 — заместитель командующего войсками по тылу Юго-Западного округа ПВО
12.1946 — начальник тыла Юго-Западного округа ПВО
2.1948 — назначен начальником тыла войск ПВО обороны Донбасского района.
5.1949 — поступил в распоряжении начальника тыла ВС, заместитель МВС по тылу.
21.2.1950 — Уволен в запас по болезни.
Скончался в январе 1984 года в Москве.

## Награды[4]
- Орден Отечественной Войны I степени — 01.04.1943
- Орден Красного Знамени дважды — 9.01.1922 и 7.09.1922
- Орден Красной Звезды — 20.04.1934
- Медаль «За оборону Ленинграда» — 30.08.1943
- Медаль «За оборону Сталинграда» — 22.12.1942
- Медаль «За победу над Германией в Великой Отечественной войне 1941—1945 г.» — 01.04.1943

Прочие награды
- Золотые именные часы НКО СССР
- Знак «50 лет пребывания в КПСС»